# Хорчины
Хорчины (монг. хорчин) — монголоязычная этнографическая группа, живущая в Китае, на востоке Внутренней Монголии, западе Хэйлунцзяна и северо-западе Гирина. Согласно данным справочника Ethnologue, численность хорчинов в Китае составляет 1,347 млн человек. Также проживают в Монголии и Бурятии.
Говорят на хорчинском диалекте монгольского языка. Исповедуют тибетский буддизм (школа гелуг).
Хорчинами в монгольской армии называли лучников личной гвардии великого хана Монгольского государства, созданной Чингисханом в начале XIII века.

## Этноним
Основой слова хорчин является хор (колчан), путем присоединения к нему аффикса -чин, указывающего на род деятельности, образовано название хорчин, которое означает человека, носившего на себе колчан, или же человека с колчаном.

## История

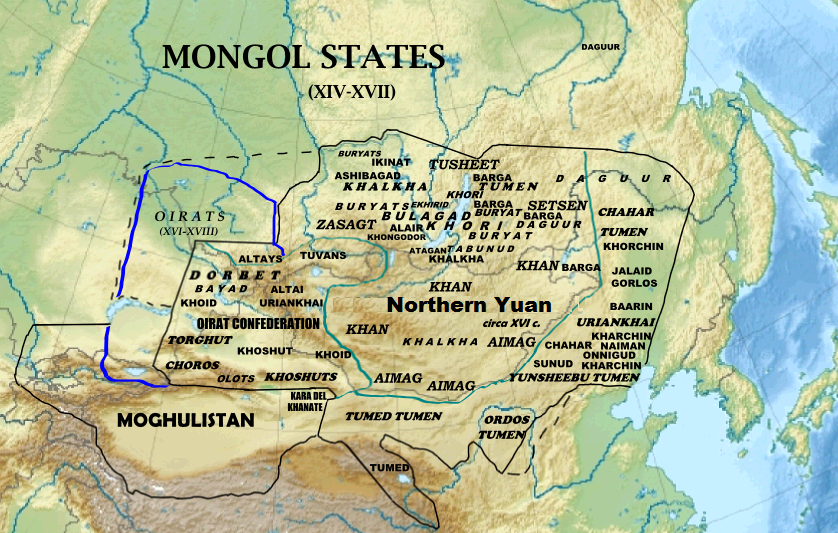
Монгольские государства в XIV-XVII вв. Монгольский каганат, Ойратское ханство Кара Дел, и Могулистан

Ещё в правление первого императора династии Мин Хунъу князья монгольского рода борджигин были назначены командирами одного их трёх гвардейских подразделений («Три стражи»), созданных в 1389 году. Во время вторжения ойратского тайши Эсэна большая часть императорской гвардии разбежалась, но некоторые остались на реках Нонни и Онон. Утверждают, что они были потомками Джочи-Хасара, младшего брата Чингисхана, и стали предками хорчин-монголов.
Хорчин Адай-хан в союзе с Аргутаем начал борьбу за трон Северной Юань с Ойратским ханством, но в 1438 году был убит на реке Эдзин. Его племя вынуждено было уйти на юг. Хорчины вновь упоминаются в монгольских летописях в конце XV века. В 1510 году они в союзе с борджигином Даян-ханом нанесли поражение урянхайцам.
В 1624 году хорчины, кочевавшие в то время между Малым Хиганом и рекой Сунгари, отправили посольство ко двору первого маньчжурского императора Нурхаци. Таким образом, они стали первым монгольским племенем, признавшим династию Цин. Подчинившись маньчжурам, хорчины вошли в их восьмизнамённую армию. Они были разделены на правое (восточное) и левое (западное) крылья, а правое крыло, в свою очередь, было дополнительно разделено на переднее и тыльное знамёна (хошуны). Хорчин-монголы несколько веков верой и правдой служили династии Цин и были щедро вознаграждены за лояльность. Они являлись поставщиками кумыса к императорскому столу, а с 1715 года несли почтовую службу в Монголии. Две влиятельные императрицы династии Цин, Сяочжуан и Сяохуэйчжан, были хорчинками из рода борджигин.
После монгольских погромов, учинённых ханьцами в южных районах Внутренней Монголии, хорчины приняли на своей земле более 100 тысяч родственных им беженцев-харачинов. В 1931 году территория их обитания была оккупирована Японией, а в 1932 году вошла в состав марионеточного государства Манчжоу-го. В период с 1946 по 1948 год здесь шла ожесточённая гражданская война. С того времени хорчины составляют самую мощную фракцию Коммунистической партии Китая во Внутренней Монголии.

## Расселение
Хорчины Внутренней Монголии в настоящее время проживают на территории района Хорчин, хошунов Хорчин-Цзоичжунци, Хорчин-Цзоихоуци городского округа Тунляо, хошунов Хорчин-Юицяньци, Хорчин-Юичжунци, уездов Улан-Хото, Аршан, Туцюань аймака Хинган. Также проживают в провинциях Хэйлунцзян и Гирин.
На территории Монголии роды хорчин и хорчид были зарегистрированы в сомонах Баянбулаг, Хүрээмарал, Бууцагаан, Жаргалант, Баян-Овоо, Өлзийт, Жинст, Богд Баянхонгорского аймака; сомоне Гурванбулаг Булганского аймака; сомонах Чойбалсан, Сэргэлэн, Баянтүмэн, Булган, Халхгол Восточного аймака; сомоне Хархорин Убурхангайского аймака; сомонах Сүхбаатар, Эрдэнэцагаан, Түвшинширээ, Уулбаян Сүхбаатарского аймака; сомоне Дэлгэрхаан Центрального аймака; сомонах Биндэр, Дадал, Норовлин, Баян-Овоо, Галшар, Хурх (Гурванбаян) Хэнтэйского аймака. Хорчины среди халхов смешались с родами урянхан, юншиэбу, бурят и шарнууд, что явствует из состава их кости и рода.
В Монголии проживают носители родовых фамилий: Ар Хорчин, Их Хорчин, Халх Хорчин, Хорчид, Хорчид Боржигон, Хорчин, Хорчин Боржигон, Хорчин Тайж, Хорчит, Хорчод. Общая численность носителей перечисленных фамилий составляет более 4 тыс. человек. Носители фамилии Хорчин проживают практически во всех аймаках Монголии за исключением аймаков Увс, Баян-Өлгий.
Хорчины также отмечены среди этнических групп бурят: нижнеудинских бурят и ашибагатов (роды кхоршон, кара коршон, саган коршон, янта коршон); баргутов (род хорчид); сартулов (род хорчид); сонголов (род хорчид, вкл. амалайтан, настан, хурбэтэн); хамниган (род хорчин); харанутов (род хорчит-харанут); хори-бурят (хухур хорчин в составе рода галзууд); тункинских бурят (род хоршон); закаменских бурят (род хоршод) и в частности в составе рода хойхо (род хорчид); окинских бурят (род хоршод); селенгинских бурят (род хорчид).
Хорчины в составе нижнеудинских бурят в литературе известны под именами коршон, корчун. В составе нижнеудинских корчунов Б. О. Долгих упоминает роды коршон, шуртос, котомут (кхотомуд).